# Mikheil Q'avelashvili
Mikheil Q'avelashvili (in georgiano მიხეილ ყაველაშვილი?, AFI: [miχeil χʼaveɫaʃʷili]; Bolnisi, 22 luglio 1971) è un politico ed ex calciatore georgiano, Presidente della Georgia dal 29 dicembre 2024.
Oltre ad aver giocato nel ruolo di attaccante nella sua carriera calcistica, è stato anche cofondatore del partito Potere Popolare e membro del Parlamento della Georgia dal 2016 al 2024.

## Carriera calcistica
Come giocatore ha militato in diverse squadre europee, in particolare nella Premier League con il Manchester City e nella Super League con Grasshoppers, Zurigo, Lucerna, Sion, Aarau e Basilea. È passato poi a Dinamo Tbilisi e lo Spartak Vladikavkaz. Ha anche giocato 46 partite con la nazionale georgiana, segnando nove gol.

## Carriera politica
Si è avvicinato alla politica nel 2016 ed è stato eletto al Parlamento della Georgia con il partito Sogno Georgiano (KO-DS), per poi abbandonarlo, sebbene mantenendo buoni rapporti, per co-fondare il partito Potere Popolare (KD), il quale si è successivamente alleato con Sogno Georgiano.
Il 27 novembre 2024, in seguito alla riconferma al governo della coalizione guidata da Sogno Georgiano, e scadendo al contempo il mandato della Presidente Salomé Zourabichvili, la medesima forza politica lo ha designato come suo candidato ufficiale per la Presidenza del paese, mentre le opposizioni hanno boicottato le elezioni in protesta contro presunti brogli elettorali, rendendo così Q'avelashvili l'unico candidato.
Il 14 dicembre 2024 è stato ufficialmente eletto Presidente della Georgia con i voti di 224 grandi elettori, mentre le opposizione per protesta si sono assentate e non hanno partecipato alla votazione, insediandosi ufficialmente il 29 dicembre 2024.